# William Henry Holmes
William Henry Holmes, född 1 december 1846 i Harrison County, Ohio, död 20 april 1933, var en amerikansk etnograf och arkeolog, geolog, akvarellmålare.
Holmes var chef vid arkeologiska och senare antropologiska avdelningen vid US National Museum i Washington, D.C., samt även för etnologiska avdelningen där. Han avgick 1921. Holmes har utgett arbeten om mellanamerikansk arkeologi samt indiansk ornamentik. Holmes levde ett omväxlande liv som antropolog, arkeolog, konstnär, tecknare, upptäcktsresande, geolog, regeringstjänsteman och museichef.

## Biografi

### Geologiska stiudier 1875-1888
Vid sina studier under Theodor Kaufmann i Washington, D.C 1871blev han bekant med Fielding B. Meek från Smithsonian Institution. Meek anlitade honom som illustratör till hans paleontologiska rapporter. Det var det första uppdraget där Holmes ritade detaljerade studier av fossiler och andra fynd. 1872–79 arbetade Holmes sedan med geologen F. V. Hayden som geologisk konstnär vid Haydens undersökningar västerut. Höjdpunkter för åren var resorna till Yellowstone, upptäckten av Mount of the Holy Cross och Mesa Verde i Colorado. Under dessa år utvecklade han en vänskap med William H. Jackson och konstnären Thomas Moran. År 1880 illustrerade Holmes mycket detaljerade topografiska ritningar av Grand Canyon-regionen. Arbetet var för major Clarence E. Duttons tertiära historia över Grand Cañon-distriktet som kom ut 1882. William Henry Holmes tjänstgjorde formellt 1875—1888 som geolog vid Förenta staternas geologiska byrå, och deltog under denna tid i Powells expeditioner till Colorado Cañon.

### Arkeolog och museichef 1888-1907
Han var 1888—1894 föreståndare för den arkeologiska avdelningen vid nationalmuseet i Washington.1894—97 var han föreståndare för etnografiska avdelningen vid Field Columbian museum samt innehade samtidigt professor i arkeologi vid Chicagouniversitet 1894—1897. Därefter återvände han till Washington som chef för antropologiska avdelningen vid nationalmuseet, blev 1902 även chef för etnologiska byrån och 1907 direktör för nationalmuseets konstgalleri. Holmes avgick 1921 från dessa båda befattningarna. 
Som arkeolog skrev Holmes 1888 ett grundläggande arbete om de rika fynden från gravfälten vid Chiriquf , Ancient art of Chiriqui. Han har även publicerat betydande undersökningar om former och ornamentik i de nordamerikanska indianernas keramik och textilkonst samt ett arbete 1919 om deras tillverkning av stenredskap The lithic industries. Vid sidan a Haddon och Stolpe räknas Holmes som en av grundläggarna av det moderna studiet av naturfolkens ornamentik. Han har publicerat omkring 90  vetenskapliga publikationer varav de främsta finns med i nedanstående bibliografi. Inom geologien har Holmes främst gjort sig känd som profil-tecknare.